# 서울교통공사노동조합
서울교통공사노동조합은 2017년 5월31일 서울메트로와 서울도시철도공사가 통합하여 출범한 서울교통공사에서 각각의 1노조가 통합한 노동조합으로 기존 서울지하철노동조합과 5678서울도시철도노동조합이 통합하여 출범했다. 상급단체는 전국공공운수노동조합이다.